# Électre (Yourcenar)
Pour les articles homonymes, voir Électre (homonymie).
Électre ou la Chute des masques est une pièce de théâtre écrite par Marguerite Yourcenar en 1943 pour la première version et parue aux éditions Plon en 1954.

## Présentation
Marguerite Yourcenar a tenu à présenter ses considérations sur son travail dans la préface de la version parue en 1954. Elle rappelle que nombre d'auteurs avaient déjà traité ce sujet classique de la légende des Atrides : Sophocle, Euripide et, plus récemment, O’Neill, Giraudoux et Sartre. C'est durant l'été 1943 qu'elle décide d'écrire sa propre version de l’histoire d’Électre, fille d’Agamemnon et de Clytemnestre.